# Braunschweig (meteorito)
Braunschweig es un meteorito de 1,3 kilogramos que cayó en Melverode, un suburbio en Braunschweig, Alemania, alrededor de las 2:05 AM el 23 de abril de 2013. Se rompió en cientos de fragmentos tras el impacto, el mayor de los cuales pesa 214 gramos. El meteorito creó un pequeño cráter de impacto, con un diámetro de 7 cm y una profundidad de 3 cm.

## Composición y clasificación
El meteorito ha sido clasificado como una condrita ordinaria L6.

## Impacto
El meteorito cayó alrededor de las 2:05 a. m. del 23 de abril de 2013, con una velocidad estimada de 250 km/h. Golpeó el pavimento, rompiéndose en cientos de fragmentos al chocar contra el suelo. El fragmento más grande, con una masa de 214 gramos, se incrustó en el cemento, formando un cráter de impacto con un diámetro de 7 cm y una profundidad de 3 cm. Los fragmentos de concreto expulsados por el impacto tenían un tamaño de hasta 5 cm. Varias personas encontraron muchos otros fragmentos del meteorito dentro de los 18 m del cráter de impacto. Se encontraron un total de 1,3 kg de fragmentos.
La Universidad Técnica de Brunswick inspeccionó el sitio el 27 de abril y confirmó la caída del meteorito.